# Negatives (EP)
Negatives es el extended play debut de la banda estadounidense y único trabajo discográfico de The Girl and the Dreamcatcher, ya que al poco tiempo la banda se disolvió, debido a que la pareja de novios conformada por Dove Cameron y Ryan McCartan se separó al poco tiempo de lanzado el EP. Fue lanzado el 29 de julio de 2016 por GDC Records.

## Historia
En 2016 ellos acabaron de lanzar su hit "Make You Stay" con ya 5 millones de vistas el 6 de junio, actualmente anunciaron el lanzamiento de su primer álbum Negatives; llamado así con el propósito de representar lo duro de las relaciones amorosas el cual consta de 6 canciones, se lanzó el 29 de julio del 2016.

## Lista de canciones
| N.º | Título                | Duración |  |
| 1.  | «Make You Stay»       | 3:34     |  |
| 2.  | «Glowing in the Dark» | 3:57     |  |
| 3.  | «Gladiator»           | 3:07     |  |
| 4.  | «My Way»              | 3:16     |  |
| 5.  | «Cry Wolf»            | 2:40     |  |
| 6.  | «Monster»             | 3:44     |  |